# 赤石広樹
赤石 広樹（あかいし こうき、1979年11月28日 - ）は、日本の男性声優。岩手県出身。現在はフリー。

## 人物
以前は賢プロダクションに所属していた。スクールデュオ2期生。
特技は殺陣。

## 出演
太字はメインキャラクター。

### テレビアニメ
2000年
- 真・女神転生デビチル
- ドキドキ♡伝説 魔法陣グルグル

2001年
- キャプテン翼

2003年
- WOLF'S RAIN（ゲル）
- DEAR BOYS（岸本忍）
- なるたる（古賀のり夫[4]、さとる）
- 人間交差点（木村）
- プラネテス（新入社員）

2005年
- IZUMO -猛き剣の閃記-（ミナカタ[5]）

2006年
- CLUSTER EDGE（クラスター生徒）

2007年
- REIDEEN（消防隊員）

### OVA
- 世にも恐ろしい日本昔話（町民）

### ゲーム
2003年
- 薔薇ノ木ニ薔薇ノ花咲ク（天野純弥）

2004年
- 幻想水滸伝IV（テッド）

2005年
- 極上生徒会（桜梅有楽人）

### ドラマCD
2000年
- 私立ジャスティス学園 アドベンチャードラマアルバム ねらわれた太陽学園 熱血探偵編（不良）

2005年
- 風の聖痕（芹沢達也）

### 吹き替え
2005年
- ハリー・ポッターと炎のゴブレット